# Нефелометрия
Нефелометрия (от др.-греч. νεφέλη — «облако» и μετρέω — «измеряю») — метод исследования и анализа вещества по интенсивности светового потока, рассеиваемого взвешенными частицами данного вещества.

## Суть метода
Интенсивность рассеянного светового потока зависит от множества факторов, в частности от концентрации частиц в анализируемой пробе. Большое значение при нефелометрии имеет объём частиц, рассеивающих свет. Важное требование к реакциям, применяемым при нефелометрии, заключается в том, что продукт реакции должен быть практически нерастворим и представлять собой суспензию (взвесь). Для удержания твёрдых частиц во взвешенном состоянии применяются различные стабилизаторы (например, желатин), предотвращающие коагуляцию частиц.

## Реализация процесса
Для измерения интенсивности рассеянного света используются специальные приборы — нефелометры. Их действие основано на уравнивании двух световых потоков: одного от рассеивающей взвеси, другого от матового или молочного стеклянного рассеивателя прибора. Один из вариантов нефелометрии — нефелометрическое титрование, в котором раствор анализируемого вещества титруют раствором осадителя. В процессе титрования интенсивность рассеянного света увеличивается пропорционально количеству образующихся частиц. В точке эквивалентности рост помутнения прекращается. По излому кривой титрования находят объём затраченного на реакцию осадителя. Погрешность при этом составляет от 5 до 10 %.

## Применение
Нефелометрия используется преимущественно для определения хлоридов (в виде взвеси AgCl), сульфатов (в виде взвеси BaSO4) при анализе различных материалов, например руд, минералов. Нефелометрию также применяют для определения размеров и формы диспергированных частиц, молекулярной массы полимеров, изучения коагуляции.